# Kàrpovka (Tatarstan)
|  | Per a altres significats, vegeu «Kàrpovka». |

Kàrpovka - Карповка (rus) - és un poble (un possiólok) de la República del Tatarstan, a Rússia. El 2010 tenia 272. Pertany al districte (raion) de Pestretsi.